# No Escape - Colpo di stato
No Escape - Colpo di stato (No Escape) è un film del 2015 diretto da John Erick Dowdle, con protagonisti Owen Wilson, Pierce Brosnan e Lake Bell.

## Trama
Jack Dwyer è un ingegnere statunitense che lavora presso la Cardiff, un'azienda che costruisce e mantiene acquedotti. Riesce finalmente a inventare una particolare valvola, ma l'affare non va in porto. Le difficoltà economiche dell'azienda lo portano a trasferirsi in un paese del Sud-est asiatico assieme a sua moglie Annie e le due figlie Lucy e Beeze per occuparsi sempre di un acquedotto. Durante il viaggio in aereo conosce Hammond, un eccentrico inglese esperto del paese che, all'aeroporto, si offre di dare loro un passaggio in hotel col pulmino guidato da un suo amico asiatico che, per la sua passione per il cantante, si fa chiamare Kenny Rogers.
Il giorno dopo il loro arrivo, nel paese insorge un gruppo di ribelli che hanno come obiettivo quello di rovesciare il governo centrale e di cacciare gli occidentali e comunque tutte le persone che hanno a che fare con lo sfruttamento delle risorse del paese. Ne consegue una caccia all'occidentale in cui Jack, assieme alla moglie ed alle figlie, dovrà correre al riparo cercando di mantenerle in vita nonostante egli non abbia alcun addestramento militare.
Dopo una prima, miracolosa fuga dall'hotel, aiutata anche da Hammond, durante la quale la famiglia si lancia sul tetto dell'edificio vicino pur di sfuggire ai rivoltosi, i quattro riescono a travestirsi da locali portando via i vestiti ai cadaveri e a rubare un motorino. Jack uccide un asiatico che cercava di denunciarli ai rivoltosi e decide di provare a raggiungere l'ambasciata americana insieme alla famiglia sul motorino. Nel viaggio verso l'ambasciata, si imbattono in un corteo di rivoltosi e rischiano di essere scoperti, ma l’uomo che li riconosce come occidentali nonostante il travestimento rinuncia a smascherarli.
L'ambasciata, tuttavia, è in fiamme ed i protagonisti sono costretti a fuggire nuovamente e si rifugiano in un monastero dove un monaco li accoglie. Poco dopo giungono i rivoluzionari e, nel tentativo di rubare un fucile, Jack e Annie vengono catturati. Il tentativo di violentare la donna davanti agli occhi del marito impotente, però, permette ad Hammond e Kenny Rogers di intervenire, uccidendo quasi tutto il gruppetto ribelle e mostrando un chiaro addestramento militare. Hammond nasconde la famiglia sul tetto di un bordello e promette che, il giorno successivo, lui e Kenny li avrebbero scortati oltre il confine col Vietnam, distante poche miglia. Hammond rivela che intende aiutarli perché si sente responsabile della loro sorte, giacché la situazione è degenerata proprio per il lavoro di gente come lui che, sottotraccia, ha per anni destabilizzato il paese per conto delle potenze occidentali attraverso prestiti e controllo delle risorse.
Nella notte, tuttavia, vengono scoperti e Kenny viene ucciso da un colpo di fucile. Anche Hammond viene ferito a morte ma, prima di morire per il colpo subito, si sacrifica uccidendo l’autista di un camion che lo investe, concedendo alla famiglia più tempo per fuggire.
Jack, Annie e le bambine arrivano al fiume che segna il confine ma, nel tentativo di impossessarsi di una barca, Jack viene nuovamente scoperto, nonostante il tentativo del barcaiolo di nasconderlo, da un trio di rivoltosi capeggiati dall'unico superstite della strage nel monastero. Anche Lucy viene scoperta e minacciata da uno degli uomini di venire uccisa a meno che non spari al suo stesso padre, ma l’intervento di Annie salva la situazione con la morte dei ribelli. Nell'ultimo, rocambolesco tratto di fiume, la famiglia viene inseguita e riesce per un pelo a varcare il confine e a salvarsi.
Il film si chiude con i quattro che, finalmente rilassati, si lasciano andare ai bei ricordi della nascita di Lucy mentre si trovano in un ospedale vietnamita, dove hanno ricevuto le prime cure.

## Distribuzione
Il film è stato distribuito nelle sale statunitensi il 26 agosto 2015, mentre in Italia il 10 settembre dello stesso anno, distribuito da M2 Pictures.